# Torneo de Róterdam 2019
El ABN AMRO World Tennis Tournament 2019 fue un evento de tenis del ATP Tour 2019 en la serie ATP 500. Se disputó en Róterdam, Países Bajos en el estadio Ahoy Rotterdam desde el 11 hasta el 17 de febrero de 2019.

## Distribución de puntos
| Modalidad            | Campeón | Finalista | Semifinales | Cuartos de final | 2.ª ronda | 1.ª ronda | Clasificados | 2.ª ronda de clasificación | 1.ª ronda de clasificación |
| Individual masculino | 500     | 330       | 200         | 100              | 50        | 0         | 25           | 13                         | 0                          |
| Dobles masculino     | 500     | 300       | 180         | 90               | –         | –         | 45           | 25                         | 0                          |

## Cabezas de serie

### Individuales masculino
| Tenista              | Ranking | Preclasificado |
| Kei Nishikori        | 7       | 1              |
| Karen Jachanov       | 11      | 2              |
| Stefanos Tsitsipas   | 12      | 3              |
| Milos Raonic         | 14      | 4              |
| Daniil Medvédev      | 16      | 5              |
| Lucas Pouille        | 17      | 6              |
| Roberto Bautista     | 18      | 7              |
| David Goffin         | 21      | 8              |
| Nikoloz Basilashvili | 22      | 9              |
| Denis Shapovalov     | 25      | 10             |

- Ranking del 4 de febrero de 2019.[2]

### Dobles masculino
| Tenista                         | Ranking | Preclasificado |
| Oliver Marach Mate Pavić        | 15      | 1              |
| Łukasz Kubot Marcelo Melo       | 21      | 2              |
| Raven Klaasen Michael Venus     | 26      | 3              |
| Marcel Granollers Nikola Mektić | 43      | 4              |

## Campeones

### Individual masculino
Gaël Monfils venció a  Stan Wawrinka por 6-3, 1-6, 6-2

### Dobles masculino
Jérémy Chardy /  Henri Kontinen vencieron a  Jean-Julien Rojer /  Horia Tecău por 7-6(7-5), 7-6(7-4)